# Grace McCallum
Grace McCallum (Cambridge, 30 de outubro de 2002) é uma ginasta artística estadunidense, medalhista olímpica.

## Carreira
McCallum participou dos Jogos Olímpicos de Verão de 2020 em Tóquio, onde participou da prova por equipes, conquistando a medalha de prata após finalizar a série com 166.096 pontos ao lado de Simone Biles, Jordan Chiles e Sunisa Lee.